# Jelisaveta (Vorname)
Jelisaveta (serbisch: Јелисавета) ist ein weiblicher Vorname.

## Herkunft und Bedeutung
Der Name wird als russische und serbische Kurzform von Elisabeth genutzt.

## Verbreitung
In Deutschland wird der Name nur selten vergeben, in der Schweiz tragen 28 und in Slowenien 17 Menschen diesen Namen (Stand 2023). Im skandinavischen Raum kommt der Vorname nachweislich in Dänemark, Norwegen und Schweden vor.

## Bekannte Namensträgerinnen
- Jelisaveta, eigentlich Jelena Štiljanović († um 1546), serbische Heilige